# Johan Emil Bohman
Johan Emil Bohman, född 20 juni 1831 i Stockholm, död 8 oktober 1907 i Stockholm, var en svensk jägmästare.
Bohman var föreståndare för Böda skogsskola 1861 och jägmästare i Ölands revir 1869–1892. Bohman inlade under sin tid stora förtjänster om svenska skogsodlingens förbättring.